# Giovanni Bodeo da Stapelio
Giovanni Bodeo da Stapelio, o da Stapel (segles XII-XIII) va ser un botànic italià conegut pels seus comentaris, dibuixos i ampliació, feta cap a l'any 1200, de la versió llatina de l'obra Historia plantarum de Teofrast. L'obra de Teofrast va continuar essent ser la referència obligada per las botànics d'occident durant l'edat mitjana. Aquesta versió llatina fa 1.200 pàgines (més una cinquantena d'il·lustracions en blanc i negre fora de text). Els dibuixos, de les plantes i les seves parts, són molt esquemàtics però força fidels a la realitat. En el curs dels comentaris Stapelio aprofita per allargar les explicacions ja força àmplies de Teofrast i il·lustrar de manera gairebé enciclopèdica les diverses espècies botàniques i les seves aplicacions que, per exemple, van des dels diversos tipus de fruit, a les plantes alimentàries, la producció de bàlsam, la descripció de les plantes cultivades i espontànies, el paralel·lisme entre espècies, la collita de la canyella i com fer carbó vegetal dels arbres.